# Prim Eisenstein
În matematică, un număr prim Eisenstein este un număr întreg Eisenstein z (ambele numite de Gotthold Eisenstein) de forma:
{\displaystyle z=a+b\,\omega ,\quad {\text{unde}}\quad \omega =e^{\frac {2\pi i}{3}},}
Un prim Eisenstein este de forma 3n-1.
Primele numere prime Eisenstein sunt:
2, 5, 11, 17, 23, 29, 41, 47, 53, 59, 71, 83, 89, 101, 107, 113, 131, 137, 149, 167, 173, 179, 191, 197, 227, 233, 239, 251, 257, 263, 269, 281, 293, 311, 317, 347, 353, 359, 383, 389, 401, 419, 431, 443, 449, 461, 467, 479, 491, 503, 509, 521, 557, 563, 569, 587